# Miravalles
Miravalles (oficialmente en euskera: Ugao-Miraballes) es un municipio perteneciente a la provincia de Vizcaya, en la comunidad autónoma del País Vasco en España. Pertenece al partido judicial de Bilbao. Pertenece a la comarca de Arratia-Nervión, tiene una extensión de 4,54 km² y una población de 4114 habitantes en el año 2019 con una densidad poblacional de 783,6 habitantes por km².

## Toponimia
Miravalles fue fundada en 1375 por el infante Don Juan, Señor de Vizcaya y futuro rey de Castilla. En la carta puebla que otorgó decía:

"..et yo mando et tengo por bien, y es la mi merced que la dicha villa se poble et cerque en el lugar do dicen agora Ugao, et que de aquí adelante haya nombre Villanueva de Miraballes

Juan Ramón de Iturriza en su Historia General de Vizcaya (1793) indica que la villa de Miravalles fue fundada en 1375, cerca de la antigua casa torre de Ugao, cuyo nombre significaba boca de agua, en palabras del propio Iturriza.
Ugao era por tanto el nombre antiguo del lugar donde se fundó la villa. Está bastante comúnmente aceptada la opinión de Iturriza sobre su significado etimológico proveniente del euskera, 'boca de agua', con posible significado de 'desembocadura' o 'manantial'. Es decir proveniente de ug, variante en composición habitual de ur (agua) y aho (boca). Koldo Mitxelena en su libro Apellidos Vascos expresa la misma opinión. Posiblemente la torre se ubicaba en la confluencia del Nervión con el arroyo Dainutio, cerca del actual pueblo, de donde provendría el nombre.
La villa de nueva planta fundada por el infante Don Juan fue llamada Villanueva de Miraballes, un nombre de tipo romance común a tantas otras fundaciones medievales. Su significado es completamente transparente, al ser una villa de nueva fundación ubicada en el Valle del Nervión. El nombre evolucionaría posteriormente para dar Miravalles, considerado el nombre formal de la localidad en castellano. Al hablar en euskera se solía utilizar este mismo nombre; aunque Euskaltzaindia optó en el proceso de normalización lingüística por oficializar el nombre antiguo del lugar, Ugao, como nombre formal de la localidad en euskera.
Ya en tiempos contemporáneos, en 1986 el municipio adoptó su actual denominación oficial de Ugao-Miraballes. Este es un término híbrido que incluye por un lado el nombre vasco antiguo del lugar donde se fundó la villa y por otro el nombre castellano Miravalles, pero adaptado a la grafía del euskera, que casualmente coincide con la grafía utilizada en la carta fundacional de la villa.

## Geografía
Está situado en la comarca de Arratia-Nervión, con una extensión de 4,54 km² y una altitud de unos 80 metros sobre el nivel del mar. Se localiza en una zona fuertemente accidentada, en el fondo de un valle rodeado de cimas montañosas, entre las que destacan por la orilla derecha Artanda (547 m), mientras por la izquierda una serie de colinas situadas al sur del Pagasarri, como las de Kurutziaga, Larretxu y Mugarriluze. 
El río Nervión, que ya en esta zona de su curso bajo comienza a describir meandros, forma un estrecho valle al que van a parar por la orilla derecha el río de Ceberio y algunos arroyos como Itunbe, Añibarri y Kordeta, incrementando su caudal.
El municipio está constituido esencialmente por el casco urbano de la antigua villa con su calle única y las áreas urbanizadas, construidas a su alrededor sobre todo en el siglo actual. Además la integran algunos barrios más o menos rurales poco habitados: Udiarraga, Markio, Elosu, Astibi, Leitoki, etc. Precisamente estos enclaves citados son una huella de los problemas jurisdiccionales sufridos por la villa de Miravalles con las anteiglesias limítrofes a lo largo de su historia: Arrigorriaga al norte, Arrancudiaga al oeste y sur, y Ceberio al este y sur.

## Historia
El 4 de marzo de 1375, el infante De Juan, señor de Vizcaya, funda en el lugar que llamaban Ugao una nueva villa con el nombre de Villanueva de Miraballes, a petición de los «hombres buenos», tanto «hijosdalgo» (hidalgos) como labradores de la Comarca Ceberiana (Ceberio) y con un doble objetivo fundamental, la protección y resguardo de la población ante el clima de inestabilidad surgido a raíz de la crisis de mediados del siglo XIV y el beneficio económico que reportará la centralización de la actividad comercial derivada del tránsito del Camino Real entre Castilla y Bilbao, en el que se ubica la villa.

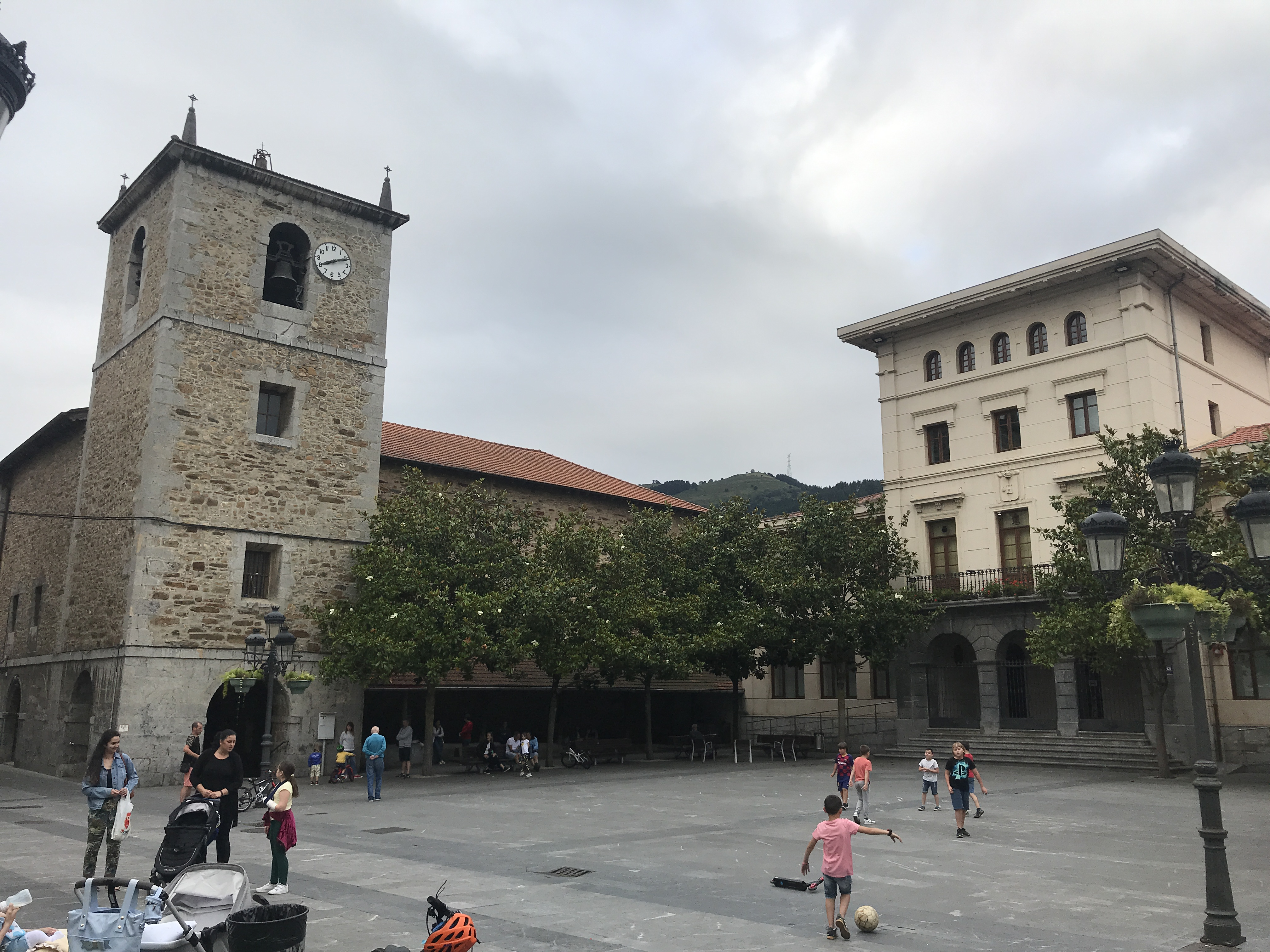
Plaza Herriko

La Carta-Puebla de su fundación, además de regular la creación de la Villa, reguló su jurisdicción territorial, los cargos públicos, las causas e instancias de apelación, así como los privilegios y deberes de los villanos.
En el pasado ejercicio se conmemoró el 625 aniversario de aquel acontecimiento con la realización de numerosas actividades lúdicas y culturales y dentro de esta política, se gestó la instalación de un Centro de Interpretación Histórica sobre la historia de la villa, en el que, partiendo del hecho fundacional y del aniversario, se contempla la evolución diacrónica de la población desde sus más remotos orígenes hasta nuestros días.
Siendo el Camino Real uno de los principales elementos estructurales de Miravalles, es reproducido en el suelo de la Sala desde el punto de entrada al de salida, primero como una vía terrera, como un camino «natural», luego como una calzada empedrada, como obra civil de cronología medieval, para terminar en un tramo asfaltado, alusivo a la contemporaneidad a la autopista AP-68. A través de este elemento se guía y articula la visita, empezando por el viejo Ugao y el espacio natural en que se encuentra, para pasar después al momento de la fundación de la villa y posteriormente a su evolución, hasta hoy día.
La historia de la Villa, las ventajas de posición geográfica, las razones de su fundación, los avatares de su evolución, los alicientes de su desarrollo, los personajes que marcaron su destino y su participación en la historia general de Vizcaya, quedan reflejados de forma diáfana y pedagógica, visual y directa, para toda clase de público.
El fin que persigue esta instalación, por lo tanto, es que todo aquel que se acerque a la misma obtenga de forma directa, rápida y sin gran esfuerzo, una visión genérica de la historia de Miravalles, contribuyendo a que todo habitante o visitante de la Villa conozca su pasado y su historia y sepa apreciarla y valorarla desde una perspectiva actual, didáctica y carente de la retórica que suele caracterizar estos temas.
No cabe duda de que es un Centro pionero en la Comarca dedicado a explicar las causas y razones del nacimiento de una Villa, así como su evolución histórica hasta nuestros días, de modo que teoría y práctica quedan aunados y aparte de los objetivos educativos y de concienciación de la población, ambiciona el convertirse en un atractivo turístico, un lugar de referencia para todo invitado o visitante que pase por la localidad y cita obligada para todos aquellos que temporalmente se hallen en la Villa. Este Ayuntamiento ha puesto todo su afán y empeño en hacer realidad este Centro, en la certeza de que el logro de sus objetivos, ya enumerados, compensará con creces el esfuerzo realizado.

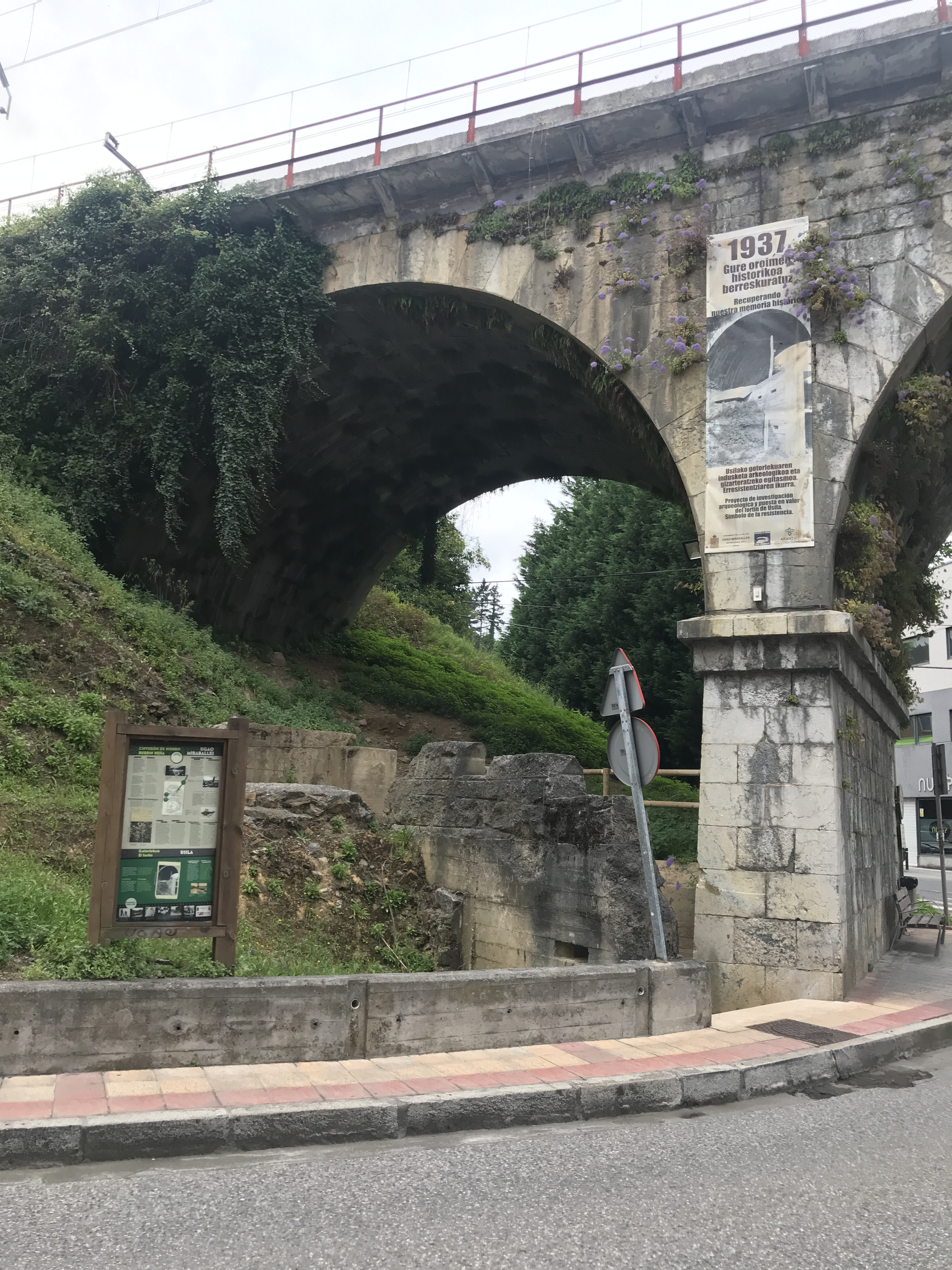
Fortín de Usila

En la Guerra civil Ugao-Miravalles fue uno de los municipios donde se ubicó parte de la infraestructura del Cinturón de Hierro para la defensa de Bilbao. El 26 de agosto de 1983 la villa sufrió graves daños por las inundación producida por el desbordamiento del río Nervión debido a un episodio de gota fría que en 36 horas llegó a precipitar hasta 130 litros por metro cuadrado. La reconstrucción llevó, tras el encauzamiento del río, a la regeneración de amplios espacios urbanos.

## Demografía
Miravalles cuenta con una población de 4175 habitantes (INE 2024).
| Gráfica de evolución demográfica de Miravalles entre 1842 y 2021 |
| |
| Población de derecho según los censos de población del INE Población de hecho según los censos de población del INEEn estos censos se denominaba Miravalles: 1842, 1857, 1860, 1877, 1887, 1897, 1900, 1910, 1920, 1930, 1940, 1950, 1960, 1970 y 1981 |

## Administración y política
| Partido político                                              | 2023  | 2023  | 2023       | 2019  | 2019  | 2019       | 2015  | 2015  | 2015       | 2011  | 2011  | 2011       | 2007  | 2007  | 2007       |
| Partido político                                              | %     | Votos | Concejales | %     | Votos | Concejales | %     | Votos | Concejales | %     | Votos | Concejales | %     | Votos | Concejales |
| Euzko Alderdi Jeltzalea-Partido Nacionalista Vasco (EAJ-PNV)  | 56,56 | 1193  | 7          | 60,62 | 1427  | 7          | 60,96 | 1324  | 8          | 54,53 | 1198  | 7          | 42,61 | 917   | 6          |
| Euskal Herria Bildu (EH Bildu)-Bildu                          | 35,51 | 749   | 4          | 31,26 | 736   | 4          | 28,59 | 621   | 3          | 31,36 | 689   | 4          | —     | —     | —          |
| Partido Socialista de Euskadi-Euskadiko Ezkerra (PSE-EE PSOE) | 5,02  | 106   | 0          | 5,73  | 135   | 0          | 5,43  | 118   | 0          | 7,28  | 160   | 0          | 11,43 | 246   | 1          |
| Partido Popular del País Vasco (PP)                           | 1,13  | 24    | 0          | 1,27  | 30    | 0          | 2,67  | 58    | 0          | 5,37  | 118   | 0          | 6,41  | 138   | 0          |
| Eusko Abertzale Ekintza-Acción Nacionalista Vasca (EAE-ANV)   | —     | —     | —          | —     | —     | —          | —     | —     | —          | —     | —     | —          | 22,21 | 478   | 3          |
| Eusko Alkartasuna (EA)                                        | —     | —     | —          | —     | —     | —          | —     | —     | —          | —     | —     | —          | 10,36 | 223   | 1          |

## Cultura

### Patrimonio
Iglesia parroquial de San Bartolomé apóstol
Construida a finales del siglo XV o comienzos del siglo XVI y con varias reformas importantes a lo largo del tiempo (en 1689 se construye la torre y se la dota de campanas entre otras mejoras, la obra fue realizada por maestro cantero Francisco de Elorriaga) a iglesia de San Bartolomé es un templo de una nave de cinco tramos, cabecera recta y capillas altas y poco profundas entre los estribos. La nave está cubierta con bóvedas de crucería y terceletes en el crucero. Las capillas con bóveda de cañón apuntaladas. La torre está realizada en tres cuerpos cúbicos quedando el primero de ellos formando parte del pórtico. El porche se extiende en toda la anchura de los pies. está conformado por tres vanos de medio punto. El suelo está realizado con cantos de río formando motivos geométricos. La imaginería es de estilo romanista entre la que destaca un Cristo del primer cuarto del siglo XVI.
Santuario de Nuestra Señora de Udiarraga

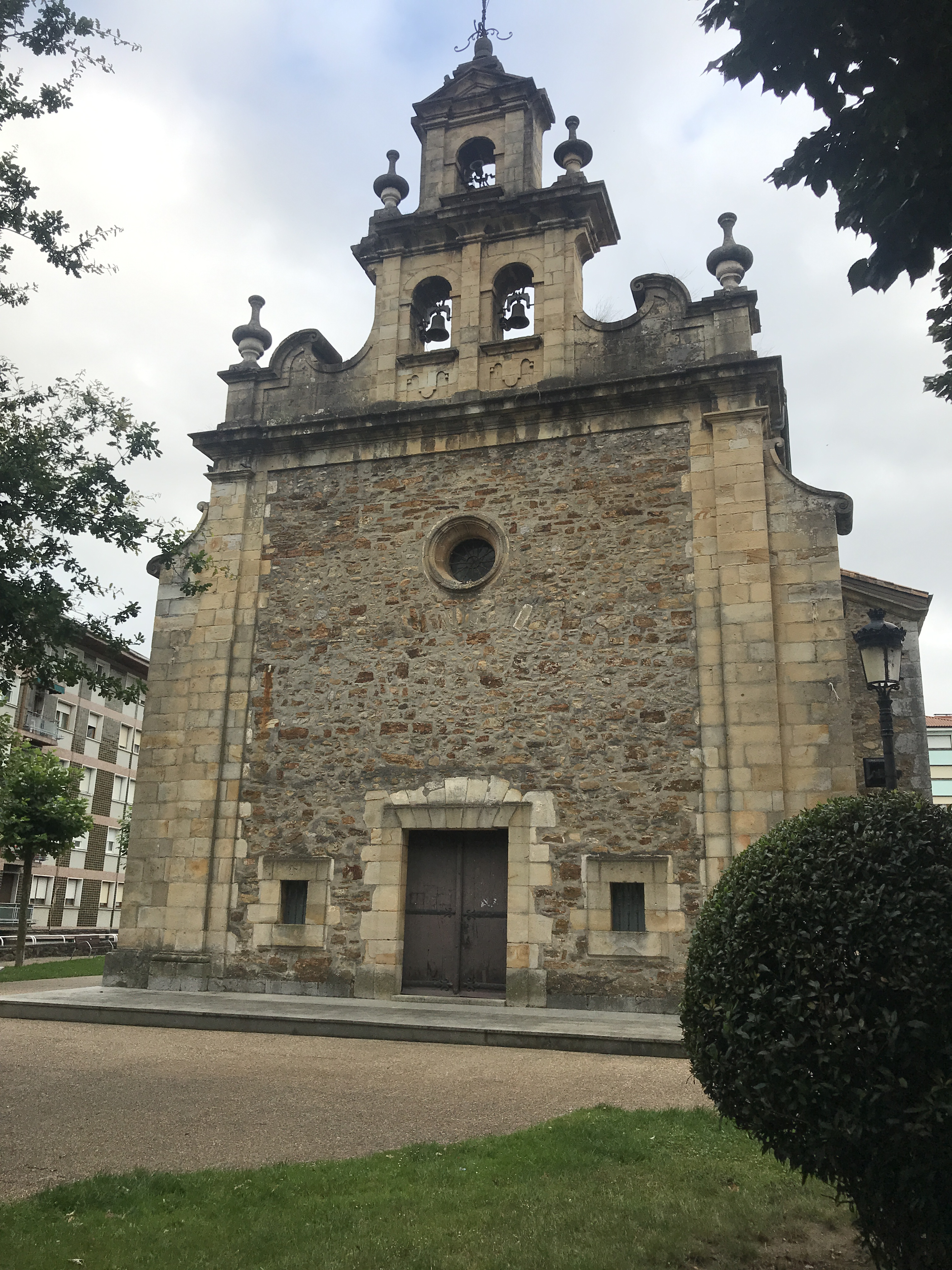
Santuario de la virgen de Udiarraga

Dedicado a la Virgen de Udiarraga y construido tras el abandono de la ermita original en 1778 situada en sel del mismo nombre situado a 3 km del núcleo urbano en un relieve aterrazado dentro de una meseta bajo el monte Untzueta. El diseño y construcción corresponde al cantero vizcaíno Juan de Iturburu y se inauguró, con la entronización de la virgen, en 1780. Se trata de un edificio de estilo barroco realizado en mampuesto y enlucido en su interior de una sola nave en dos tramos con crucero y con una cabecera octogonal de cinco paños cubierto de por bóvedas de cañón con lunetos y aristas den la cabecera. Se sustenta en columnas toscana y contrafuertes en los muros. En la fachada principal, orientada al norte, se abre un óculo en la parte superior debajo de la espadaña que corona un lienzo rectangular y recio roto por la puerta de acceso flanqueada por dos pequeñas ventanas adinteladas. La espadaña, de dos cuerpos y un vano de campanas es el elemento principal del templo que se complementa con un chapeado avolutado muy de sabor barroco. El coro se sitúa a los pies sobre dos pilastras y tres tramos de arcos, con suelo de madera lo mismo que los barrotes del antepecho.
El retablo mayor, construido para el templo anterior en 1680 por los cántabros Juan Alonso de Biadero y Pedro Lainz, está realizado en un barroco temprano, consta de tres calles, banco, tres cuerpos y ático. El motivo principal es la figura de la virgen de Udiarraga, imagen gótica medieval mutilada hace tiempo. Su frente es plano enmarcado por cuatro columnas salomónicas que van conformando los nichos para la imaginería que se enriquece con motivos de hojarasca, aletones, sartas de frutas, escudos de armas, etc. La imaginería pertenece a diferentes épocas, el Cristo del ático es renacentista mientras que las imágenes de San José y San Antonio son coetáneas al retablo. En el crucero se ubican sendos retablos laterales de estilo neoclásico dedicados al Sagrado Corazón y a la Virgen del Carmen. La cofradía de la Virgen de Udiarraga celebra su fiesta con un guiso realizado en una caldera de fundición que data de 1848 y se guarda en el templo.
Fuente de los Tres Caños

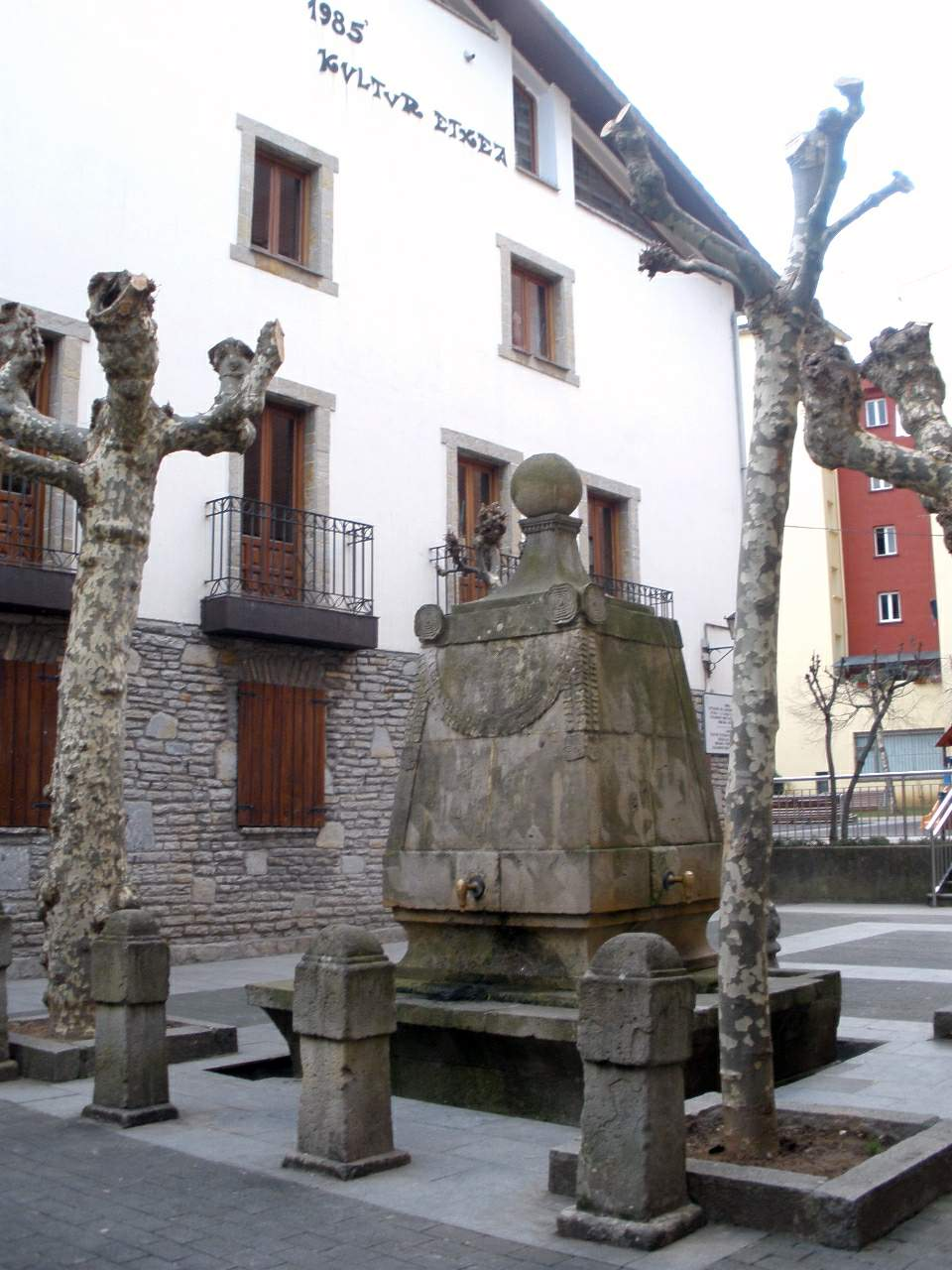
Fuente de los tres caños

Fuente monumental construida por Joaquín de Lecanda con diseño de Juan Domingo de Aspe en 1858 en estilo neoclásico que sustituyó a la original realizada en estilo barroco en 1779. Fue diseñada por Juan de Iturburu y construida por el cantero de Llodio por Antonio de Respaldiza. Se nutre de un manantial situado en el monte Goikiri. Es una estructura troncopiramidal sobre una base cuadrada, de paredes naceladas en la cual se apoyan cuatro pozos circulares. El conjunto se corona con en pirámide de lados cóncavos con corona de gotas y esfera encima.
Caserío Udiarraga Andekoa
El caserío Udiarraga Andekoa es un edificio del siglo XVII que se apoya en una gran planta rectangular en la que la planta baja se ha realizado en mampostería mientras que el primer piso y el camarote lo está entramado de madera. Se cubre con un tejado a dos agua con una alero sobre jabalcones.
Puente de Usila
Construido en 1863 en el punto kilométrico 235,860 de la línea del ferrocarril Castejón-Bilbao para salvar el río Nervión tiene una longitud de 110 metros y 9 arcos asimétricos de piedra de sillería. Bajo el arco más cercano al núcleo urbano se construyó en 1937 un fortín de defensa que formaba parte del Cinturón de Hierro que defendía la capital vizcaína.